# Lophocharis hutchinsoni
Lophocharis hutchinsoni is een raderdiertjessoort uit de familie Mytilinidae. De wetenschappelijke naam van deze soort is voor het eerst geldig gepubliceerd in 1935 door Edmondson.